# Manheim Automobile Company
Manheim Automobile Company war ein US-amerikanischer Hersteller von Automobilen.

## Unternehmensgeschichte
Das Unternehmen hatte seinen Sitz in Manheim in Pennsylvania. Es stellte 1902 einige Automobile her, die als Manheim vermarktet wurden.

## Fahrzeuge
Im Angebot standen Elektroautos mit großen Rädern. Der Elektromotor und die Batterien kamen von Porter. Der Aufbau war ein Stanhope.